# Eulophia horsfallii
Eulophia horsfallii är en orkidéart som först beskrevs av James Bateman, och fick sitt nu gällande namn av Victor Samuel Summerhayes. Eulophia horsfallii ingår i släktet Eulophia och familjen orkidéer. Inga underarter finns listade i Catalogue of Life.